# Championnat des Émirats arabes unis de hockey sur glace
Pour les articles homonymes, voir EHL.
L'Emirates Hockey League (EHL) est le meilleur niveau de hockey sur glace aux Émirats arabes unis, il y a 7 équipes dans la ligue.

## Équipes
- Scorpions d'Abou Dabi
- Shaheen d'Abou Dabi
- Storms d'Abou Dabi
- Theebs d'Al Aïn
- Vipers de Dubaï

### Anciennes équipes
- Al Wahdah Abou Dabi
- Motorola Moose de Dubaï
- Pax Kent Vikings de Dubaï
- Ghantoot Al Aïn
- ABN Amro Vikings de Dubaï
- Blades d'Abou Dabi
- Cheikh Khalifa Abou Dabi
- Mighty Camels de Dubaï (2011-2019)
- White Bears de Dubaï (2014-2018)
- Oilers de Dubaï (2014-2016)
- Vipers d'Al Aïn (2011-2014)
- Aeros d'Abou Dabi (2015-2016)

## Champions
- 2002 - Al Wahdah Abu Dhabi
- 2011-2012 - Mighty Camels de Dubaï
- 2012-2013 - Vipers d'Al Aïn
- 2013-2014 - Storms d'Abou Dabi
- 2014-2015 - Oilers de Dubaï
- 2015-2016 - Mighty Camels de Dubaï (2)
- 2016-2017 - White Bears de Dubaï
- 2017-2018 - Mighty Camels de Dubaï (3)
- 2018-2019 - Storms d'Abou Dabi (2)